# Maureen Medved
Maureen Medved é uma escritora e dramaturga canadiana. Ela também é um professor assistente na Universidade de British Columbia. Ele foi publicada em revistas literárias e revistas, teve seu desempenho produzido em Vancouver, Waterloo e Toronto. Ele escreveu um roteiro com base no seu primeiro romance The Tracey Fragments, que virou um filme, o mesmo nome dirigido por Bruce McDonald e com Elliot Page